# Clipping (audio)
Pour les articles homonymes, voir Clipping.

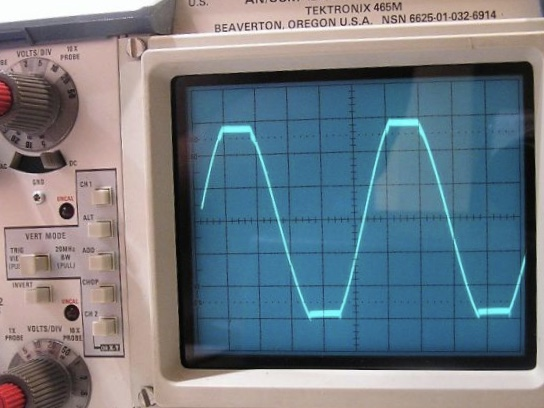
Les pics et les creux écrasés du signal sinusoïdal affiché sur cet oscilloscope indiquent que le signal a été écrêté ou « coupé ».

Un écrêtement (ou en anglais clipping – littéralement « coupé aux ciseaux ») est une forme de distorsion d'un signal, dans ce cas-ci un signal audio.

## Écrêtement analogique
L'écrêtement peut se produire lorsqu'un amplificateur ou un circuit analogique est saturé et que la tension de sortie atteint sa valeur maximale.
Dans le cas d'une station de radio, des normes d'amplitude sonore et de déviation doivent être respectées. L'utilisation d'un limiteur empêche le signal AM ou FM de dépasser le niveau maximal acceptable. Un compresseur (audio) permet d'atténuer graduellement les sons trop forts afin d'éviter l'écrêtement tout en relevant les signaux plus faibles, ce qui permet d'obtenir un bon volume. La compression audio va générer d'autres formes de distorsion, qui sont généralement beaucoup moins désagréables à l'oreille, ainsi qu'une certaine fatigue en raison d'un volume trop constant si le volume d'écoute est élevé. Une station 100% numérique doit quand même produire un signal radio analogique, à moins qu'elle émette seulement sur une fréquence radio numérique.
Lors des concerts et spectacles qui génèrent des puissances sonores considérables, l'utilisation de compresseurs-limiteurs est indispensable pour ne pas dépasser les niveaux les plus élevés admis, pour prévenir tout écrêtage et pour protéger les équipements eux-mêmes.

## Écrêtement numérique

Ce signal est écrêté (ou coupé) entre les lignes rouges.

L'écrêtement numérique survient premièrement lorsque le signal parvenant aux convertisseurs d'une carte de son est trop élevé. Si par exemple le volume d'entrée est trop fort, les circuits numériques saturent et ne peuvent coder correctement le signal, il en résulte un son typique très dur et complètement dénaturé. Cette saturation peut également survenir lorsque les limites logicielles sont dépassées, que ce soit à cause du format du fichier audio, de la façon dont les données numériques sont traitées ou en raison d'une capacité de calcul insuffisante du processeur chargé des opérations.
Le format MP3 est reconnu pour facilement générer de l'écrêtement lorsque le signal sonore est dans le même temps riche en aigus et en très graves, alors que d'autres formats comme le AAC permettent un enregistrement sans perte et de meilleure qualité.
L'écrêtement est parfois testé volontairement, par exemple lors de la production d'un fichier MP3 pour la baladodiffusion ou la diffusion via un flux internet. Cela permet de s'assurer du respect des standards internationaux en en atteignant les limites. Ce traitement s'appelle de l'écrêtage.